# Sablet
Sablet ist eine französische Gemeinde des Départements Vaucluse in der Region Provence-Alpes-Côte d’Azur.

## Geografie
Der Weinort mit 1433 Einwohnern (Stand 1. Januar 2022) liegt im Rhonetal am Westfuß des kleinen Felsmassives Dentelles de Montmirail. Im Westen wird das Gemeindegebiet von der Ouvèze durchquert. Das Klima ist mediterran geprägt, allerdings kann es, wenn der Mistral bläst, empfindlich kühl werden. Sablet befindet sich 30 Kilometer ostnordöstlich von Orange und 44 Kilometer nordöstlich von Avignon.

## Geschichte
Urkundlich erwähnt wird der Ort erstmals in einer Bulle des Papstes Honorius III. von 1219. Diese Niederschrift nimmt Partei für Ermengarde de Mévouillon, Herrin von Sabet und Gattin des Guillaume I. des Baux, Fürst von Orange, der kurz davor von den Avigonnais gefangen genommen und erschlagen wurde. Guillaume unterstützte aus Opportunismus den Papst, wogegen die Avigonnais treue Anhänger von Raimund VI., Graf von Toulouse und Markgraf der Provence, waren. Wie das gesamte Comtat Venaissin wurde Sablet 1274 dem Papst direkt unterstellt und am 5. Februar desselben Jahres huldigten die Herrschaften dieser Grafschaft dem Rektor Guillaume de Villaret, der sie eigens dafür in Saint-André-des-Ramières zusammenrief. 1637, im Dreißigjährigen Krieg, wurde der mittelalterliche Befestigungsgürtel um die Stadt erneuert. Aus Dankbarkeit, dass das Dorf 1720 von der Pestwelle, welche in der Gegend wütete, verschont geblieben war, errichteten die Bewohner die Kapelle Saint-Roch.

### Toponymie
Der Ortsname leitet sich vom Lateinischen Sabuletum (frz.: „sable“; dt. „Sand“) ab; auf einer Inschrift aus dem Jahre 1148 steht das Derivat de Sableto, was als „Dorf auf dem Sandhügel“ verstanden wird.

### Wappen
Blasonierung: In Azurblau ein silberner, schwarzgemauerter Turm mit einer dreistufigen Vortreppen von derselben Farbe, Tor und Fenster offen und transparent; im Schildhaupt in Silber die schwarzen Buchstaben SABLET.

### Bevölkerungsentwicklung
| Jahr      | 1946 | 1962 | 1968 | 1975 | 1982 | 1990 | 1999 | 2009 | 2022 |
| --------- | ---- | ---- | ---- | ---- | ---- | ---- | ---- | ---- | ---- |
| Einwohner | 862  | 1007 | 1039 | 982  | 1014 | 1168 | 1282 | 1243 | 1433 |

## Weinbau

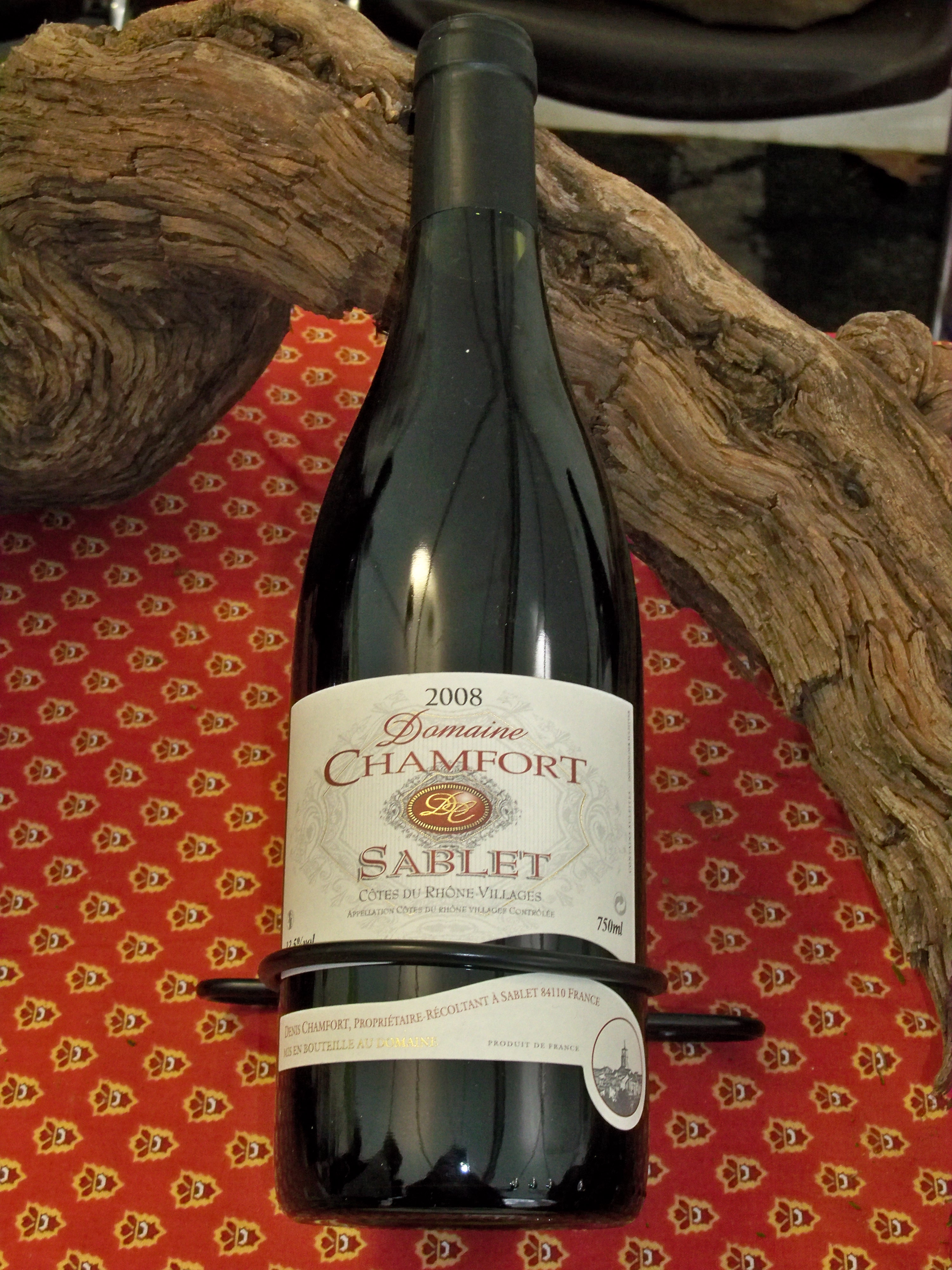
Ein Côtes du Rhône Villages Sablet AOC vom Weingut Chamfort.

Sablet ist ein südliches Weinbaugebiet in der Weinregion Côtes du Rhône. Die örtliche Winzergenossenschaft nennt sich La coopérative vinicole Le Gravillas und wurde 1935 gegründet. Ihre Mitglieder begannen sich auf Qualität statt Quantität zu konzentrieren. Es existieren auch unabhängige Winzer.
Seit 1974 gehört die Gemeinde zu den zurzeit achtzehn geografischen Orte (mehrheitlich handelt es sich bei diesen Orten um Gemeinden), die das Privileg genießen ihrem Namen die Herkunftsbezeichnung (Appellation) Côtes du Rhône Villages nachzustellen. Das weitere Anhängsel Appellation d’Origine Contrôlée (kurz AOC), weist darauf hin, dass die Authentizität der Herkunft staatlich kontrolliert wird, und das vorgeschriebene Qualitätsnormen, die spezifisch für eine Appellation festgelegt sind, eingehalten werden. Produkte, die diese Güte nicht erreichen, dürfen als Vin de pays de la Principauté d'Orange („Landwein aus dem Fürstentum Orange“) vermarktet werden.
Es wird vorwiegend Rotwein hergestellt, aber auch Rosé- und Weißwein. Die Anbaufläche erstreckt sich über eher bescheidene 340 Hektar und ist auf das Gemeindegebiet von Sablet begrenzt. Der jährliche Ertrag liegt im Durchschnitt bei 10.230 Hektoliter, was rechnerisch etwa 1.364.000 Flaschen ergibt.
Der Rotwein besticht eher durch seine Wuchtigkeit als seine Eleganz. Gastronomen empfehlen den Wein vor allem zu Wild. Er kann zehn oder mehr Jahre im Keller reifen und profitiert in der Regel auch davon.

### Boden und Klima
Fast alle Weinberge des Ortes befinden sich an den Hängen des Dentelles de Montmirail. Die Kieselterrassen sind mit gelbem Sand und rötlichen Tonmineralen durchsetzt. Das Klima ist mediterran geprägt. Die Weinberge, welche die hochklassigen Weine hervorbringen, sind nach Süden ausgerichtet und tektonisch vom Mistral abgeschirmt.

### Erziehung und Rebsorten
Bei der Reberziehung ist zu beachten, dass die Rebstöcke „kurz geschnitten“ (taille courte) werden müssen und zwar entweder nach der Methode „Gobelet“ oder „Kordon“. Nur bei der Viognier-Rebe ist die „Guyot“-Erziehung erlaubt.

#### Rotwein
Der Sablet ist kein reinsortiger Wein, sondern ein Verschnitt (eine Assemblage) aus verschiedenen Rebsorten, wobei die rote Grenache-Traube klar dominiert. Ergänzungssorten sind Syrah und Mourvèdre. Als Nebensorten ist auch noch die folgende breite Palette zugelassen: Brun Argenté (lokal Camarèse oder Vaccarèse genannt), Carignan, Cinsaut, Counoise, Muscardin, Piquepoul Noir und Terret Noir.

#### Weißwein
Die Hauptsorten für den Weißwein sind: Grenache Blanc, Clairette Blanche, Marsanne blanche, Roussanne, Bourboulenc und Viognier. als Nebensorten sind auch noch Piquepoul Blanc und Ugni Blanc zugelassen.

### Normierung
Der Ertrag ist für den Rotwein gesetzlich auf tiefe 42 Hektoliter pro Hektar beschränkt; tatsächlich sind es durchschnittlich 29 hl/ha. Der Mindestalkoholgehalt ist vorgeschrieben und muss beim Rotwein bei 12,5 und beim Rosé- und Weißwein bei mindestens 12,0 Volumenprozente liegen. Typischerweise ist er aber höher, in einem guten Jahr 14 oder mehr beim Rotwein.

## Sehenswürdigkeiten
- Der mittelalterliche Befestigungsgürtel wurde Anfang des 17. Jahrhunderts wiederhergestellt und jüngst von der Vereinigung Association des compagnons des Barrys restauriert.

- Die romanische Kirche Église Saint-Nazaire wurde im 15. Jahrhundert durch zwei Seitenschiffe ausgebaut. Die Mauerfugen zwischen den Bauteilen, die zu unterschiedlichen Zeiten entstanden sind, sind heute deutlich zu erkennen.

- Das Lavoir gepaart mit einem schönen Brunnen.

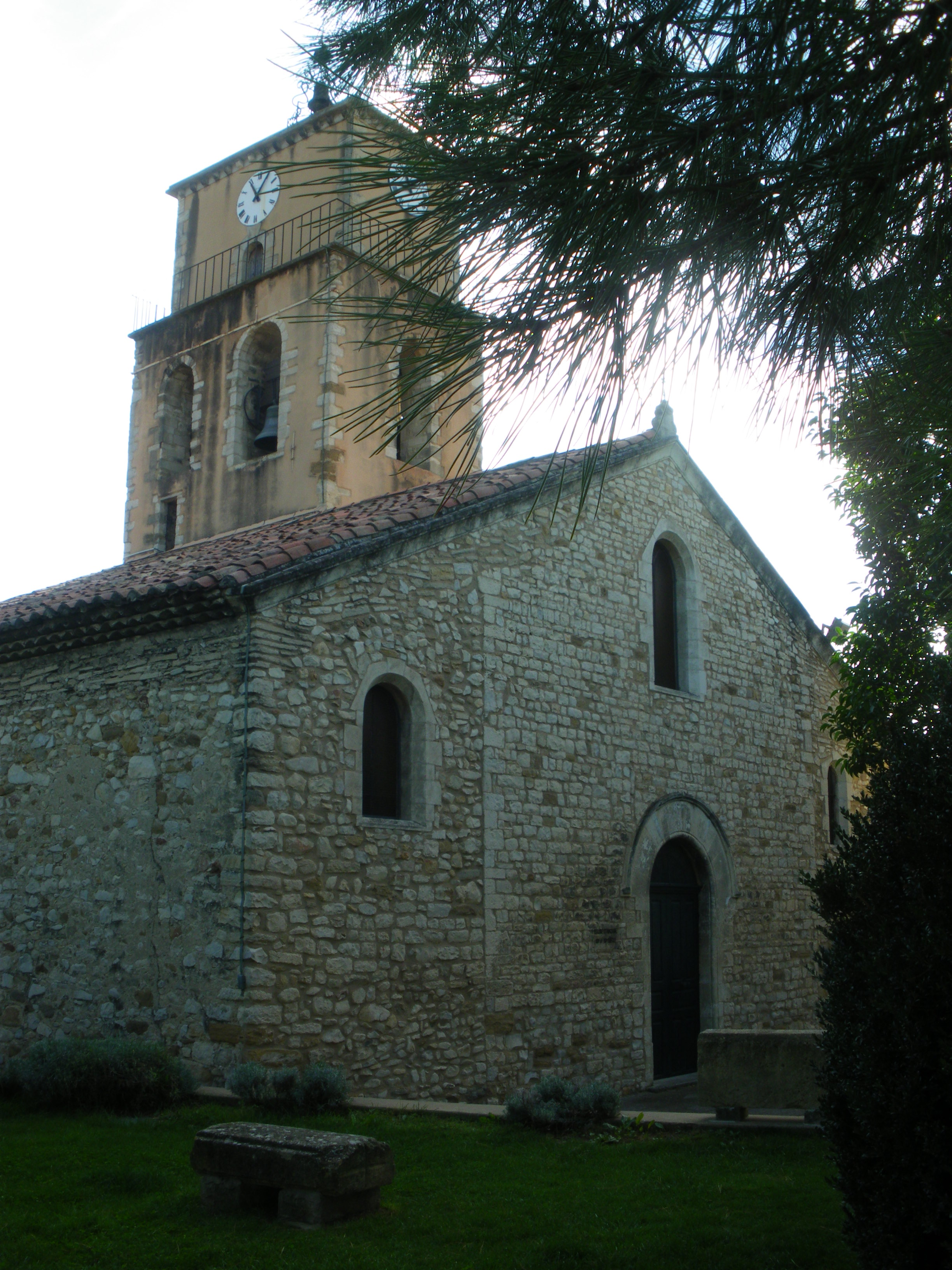
Kirche Saint-Nazaire
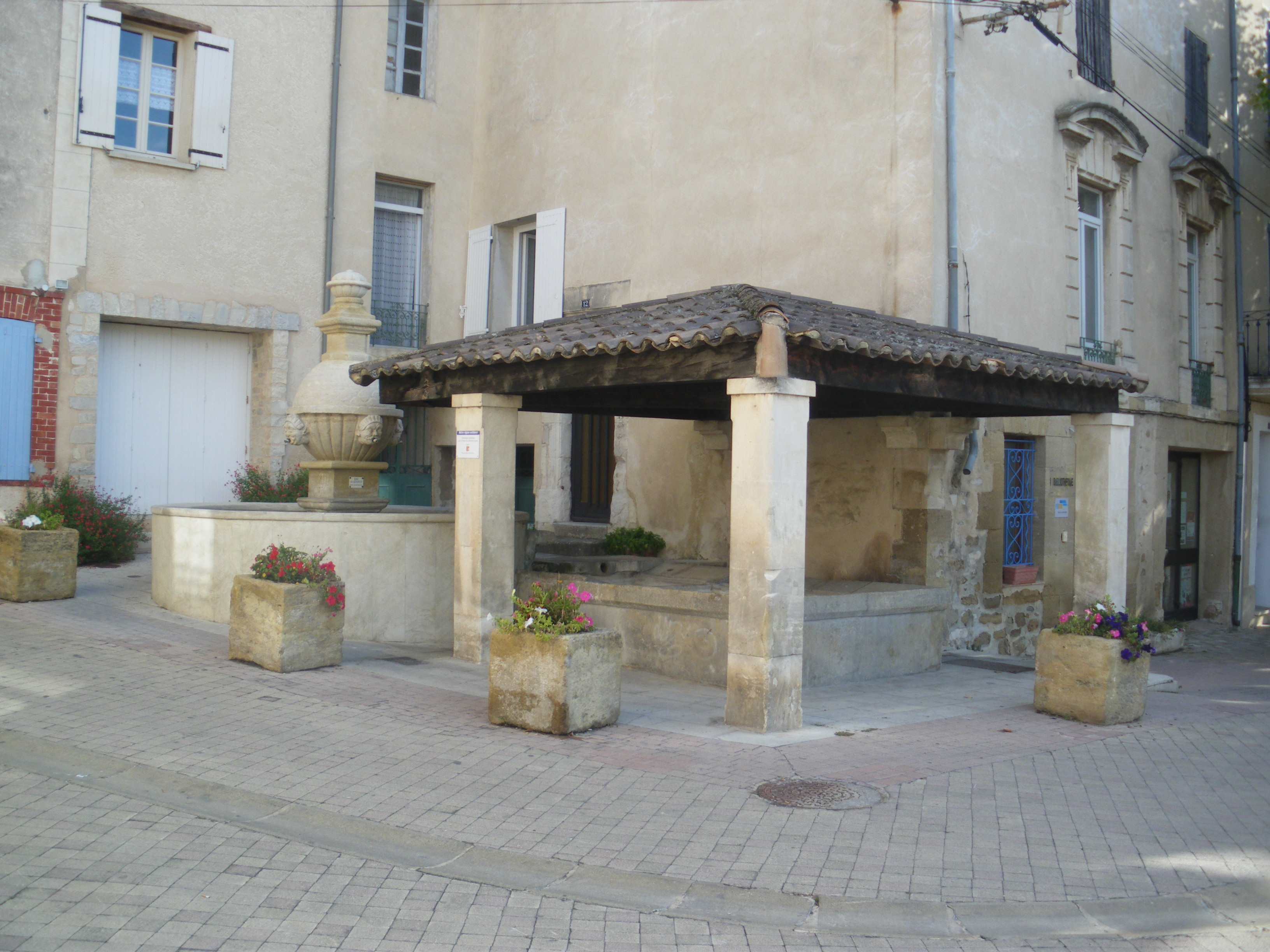
Lavoir und Brunnen
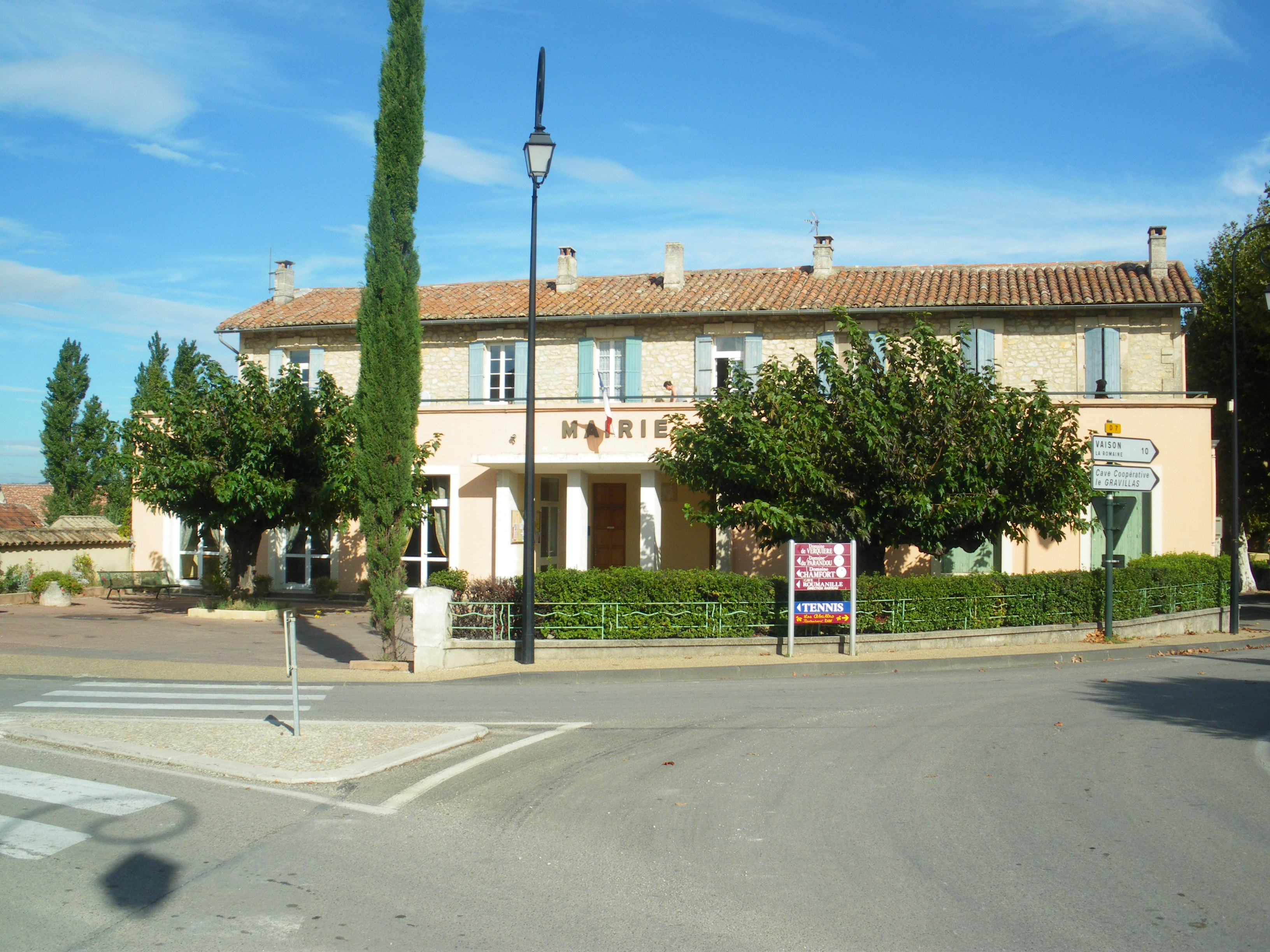
Gemeindehaus (Mairie)

## Verkehr
Früher war die Gemeinde  über die stillgelegte Schmalspurbahn Orange-Buis-les-Baronnies ans Schienennetz angeschlossen.